# شهرستان پروستییوف
ناحیهٔ پروستییوو (به لاتین: Prostějov District) یک ناحیه در جمهوری چک است که در منطقه اولوموتس واقع شده‌است. ناحیهٔ پروستییوو ۷۷۷٫۳۲ کیلومتر مربع مساحت و ۱۱۰٬۶۷۸ نفر جمعیت دارد.